# Andreas Martens

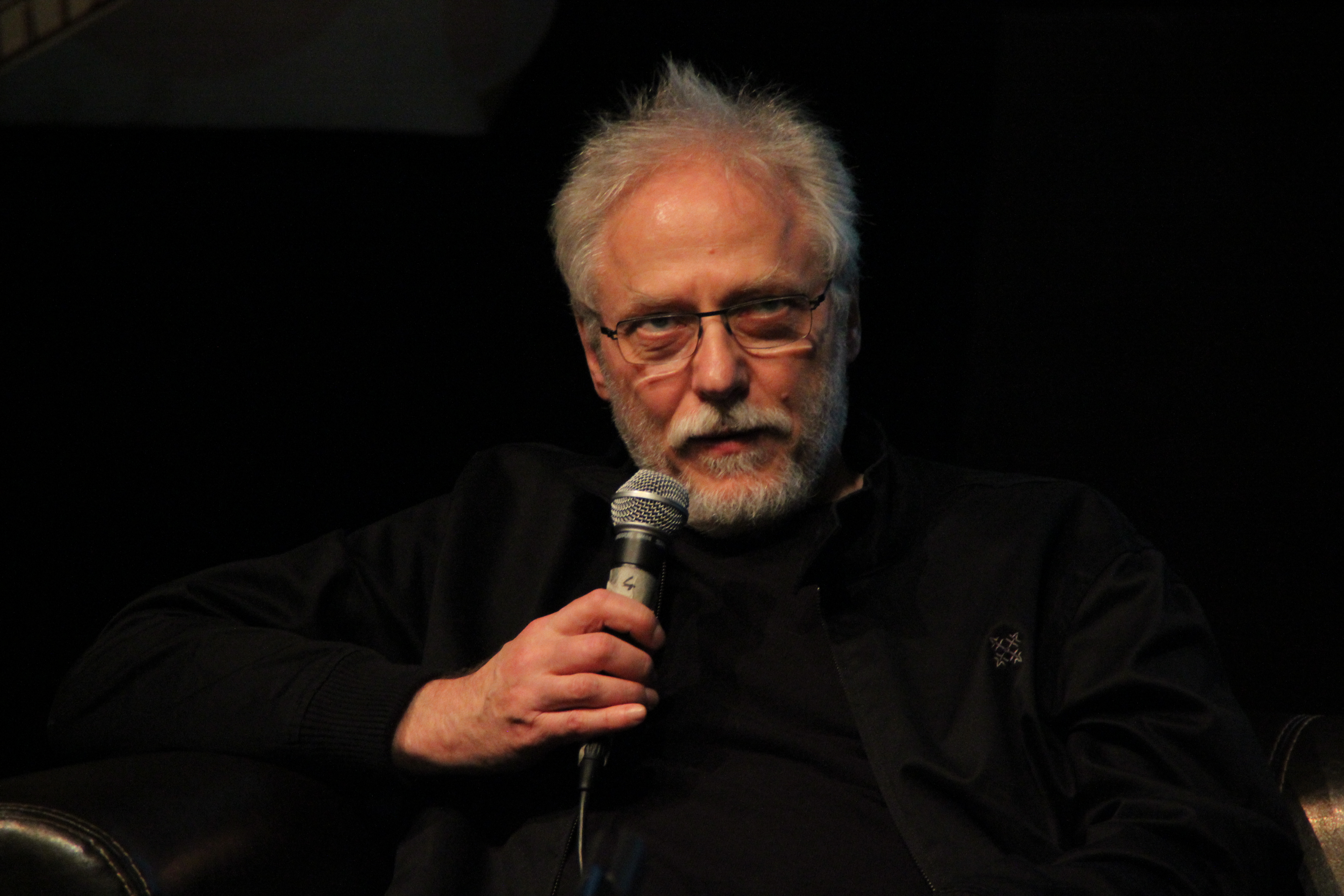

Andreas Martens ps. „Andreas” (ur. 3 stycznia 1951 w Weißenfels) – niemiecki rysownik i scenarzysta komiksów, mieszkający we Francji i tworzący po francusku.

## Wybrane prace

### Serie
- Rork (8 tomów; 1984–2012; wyd. pol. 1989–2013)
- Koziorożec (franc. Capricorne; 20 tomów; 1997–2017; wyd. pol. 2007–2018)
- Arq (18 tomów; 1997–2015; wyd. pol. 2009–2016)
- Cromwell Stone (3 tomy; 1984–2004; wyd. pol. 2007)

### Albumy
- Azteques (1992)
- Cyrrus – Mil (1993; wyd. pol. 2015)
- Le Triangle rouge (1995)
- Styx (1995)
- Raffington Event (1989)
- Coutoo (1989; wyd. pol. 2015)
- Jaskinia wspomnień (franc. La Caverne du Souvenir; 1985; wyd. pol. 2015)